# Myscelia cyanecula
Myscelia cyanecula är en fjärilsart som beskrevs av Felder 1867. Myscelia cyanecula ingår i släktet Myscelia och familjen praktfjärilar. Inga underarter finns listade i Catalogue of Life.